# Stjepan Šiber
Stjepan Šiber fue general en tiempos de guerra en las batallas que tuvieron lugar cuando asumió el mando del Ejército de la República de Bosnia y Herzegovina.

## Biografía
Nació el 20 de junio de 1938 en Gradačac. Tras graudarse en la escuela secundaria en Gradačac, viajó a Ljubljana; donde finalizó sus estudios en la academia militar. Después de esto, se graduó como oficial en el JNA (Ejército Popular de Yugoslavia). Para 1992, alcanzó el grado de Teniente coronel en las JNA.

### Guerra de Bosnia
En abril del año 1992, aceptaría un asiento en el gabinete de la Presidencia de Bosnia, donde llegó para sustituir al comandante general del ejército. Luego, en 1993; fue promovido al grado de Brigadier General y obtuvo un puesto en la embajada de Bosnia en Suiza.

### Tras la guerra
En el año 2000, fue elegido para un cargo en la Cámara de Representantes de Bosnia y Herzegovina. Es miembro del Partido Republicano de Bosnia y Herzegovina, junto a Stjepan Kljuić,  que durante la guerra fue un cercano compañero en la Presidencia de Bosnia y Herzegovina.